# Il capitale umano
Il capitale umano é um filme de drama italiano de 2013 dirigido e escrito por Paolo Virzì. Foi representado como represente da Itália à edição do Oscar 2015.

## Elenco
- Fabrizio Bentivoglio: Dino Ossola
- Valeria Bruni Tedeschi: Carla Bernaschi
- Fabrizio Gifuni: Giovanni Bernaschi
- Valeria Golino: Roberta Morelli
- Matilde Gioli: Serena Ossola
- Guglielmo Pinelli: Massimiliano Bernaschi
- Luigi Lo Cascio: Donato Russomanno
- Giovanni Anzaldo: Luca
- Gigio Alberti: Giampi
- Bebo Storti: Inspector
- Michael Sart: Jean Louis
- Silvia Cohen: Adriana Crosetti
- Gianluca Di Lauro: Fabrizio